# Katie Meili
Catherine Michelle "Katie" Meili (Carrollton, 16 de abril de 1991) é uma nadadora estadunidense, campeã olímpica.

## Carreira

### Rio 2016
Meili competiu nos Jogos Olímpicos de 2016 e foi medalhista de bronze nos 100 metros peito e de ouro com o revezamento 4x100 m medley.